# Ismaël Nuino
Ismaël Nuino (Charleroi, 1 november 2000) is een Belgisch politicus voor Les Engagés.

## Biografie
Nuino groeide op in Charleroi in een gemengd Belgisch-Marokkaans gezin en verhuisde daarna naar Brussel, waar hij sinds 2018 rechten studeert aan de ULB. In 2021 was hij tevens mede-oprichter van een bedrijf dat promotiemateriaal produceert voor bedrijven en particulieren.
Hij engageerde zich al op jonge leeftijd in de politiek en sloot zich aan bij de studentenafdeling van het toenmalige cdH, waarvoor hij van 2018 tot 2019 campusverantwoordelijke was in Bergen en van 2019 tot 2020 nationaal bestuurslid en voorzitter was. Van mei 2022 tot maart 2025 was Nuino voorzitter van Génération Engagée, de jongerenafdeling van de kort daarvoor opgerichte partij Les Engagés. Daarnaast was hij van 2020 tot 2024 politiek secretaris belast met digitalisering bij het CEPESS, de studiedienst van cdH en Les Engagés.
Nuino was bij de federale verkiezingen van 9 juni 2024 eerste opvolger op de kieslijst van Les Engagés in de kieskring Brussel-Hoofdstad. In juli 2024 werd hij op 23-jarige leeftijd effectief lid van de Kamer van volksvertegenwoordigers in opvolging van Elisabeth Degryse, die was aangesteld tot minister-president van de Franse Gemeenschap. Nuino werd hiermee het jongste lid van de assemblee. Hij nam zitting in de commissies voor Grondwet en Institutionele Vernieuwing, Economie, Consumentenbescherming en Digitale Agenda en Energie, Leefmilieu en Klimaat. Sinds februari 2025 is Nuino tevens voorzitter van de Kamercommissie Justitie. Hij werd daarmee, na Oskar Seuntjens een jaar eerder, de jongste commissievoorzitter in de geschiedenis van de Kamer.